# Ectypia
Ectypia é um gênero de traça pertencente à família Arctiidae.